# آگی مانگ دیاووسی
آگی مانگ دیاووسی (انگلیسی: Agyemang Diawusie؛ زادهٔ ۱۲ فوریهٔ ۱۹۹۸) بازیکن فوتبال اهل آلمان بود.
از باشگاه‌هایی که در آن بازی کرده‌است می‌توان به باشگاه فوتبال نورنبرگ و باشگاه فوتبال لایپزیگ اشاره کرد.
وی همچنین در تیم‌های ملی فوتبال جوانان آلمان و جوانان آلمان بازی کرده است.

## زندگی شخصی و مرگ
دیاووسی در ۱۲ فوریه ۱۹۹۸ در تبار غنا به دنیا آمد. او در ۲۸ نوامبر ۲۰۲۳ در سن ۲۵ سالگی در پی یک ایست قلبی ناگهانی که گمان می‌رود ناشی از یک عفونت ویروسی باشد، درگذشت، آنچنانکه آخرین باشگاه او، باشگاه فوتبال یان رگنسبورگ اعلام کرد، وی مشکوک به میوکاردیت بود.